# Labastide-Paumès
Labastide-Paumès ist eine französische Gemeinde mit 151 Einwohnern (Stand 1. Januar 2022) im Département Haute-Garonne in der Region Okzitanien (zuvor Midi-Pyrénées). Die Einwohner werden als Paumésiens bezeichnet.

## Geographie
Umgeben wird Labastide-Paumès von den sechs Nachbargemeinden:
|                | Riolas                                      | Cazac            |
| Castelgaillard | Kompassrose, die auf Nachbargemeinden zeigt | Casties-Labrande |
| Fabas          |                                             | Polastron        |

## Bevölkerungsentwicklung
| Jahr                      | 1962 | 1968 | 1975 | 1982 | 1990 | 1999 | 2006 | 2011 | 2016 |
| ------------------------- | ---- | ---- | ---- | ---- | ---- | ---- | ---- | ---- | ---- |
| Einwohner                 | 166  | 145  | 135  | 143  | 127  | 127  | 132  | 147  | 147  |
| Quelle: Cassini und INSEE |      |      |      |      |      |      |      |      |      |

## Sehenswürdigkeiten
Siehe auch: Liste der Monuments historiques in Labastide-Paumès
- Kirche Ste-Catherine
- Schlossruine